# Partido judicial de Zamora
El Partido judicial de Zamora es uno de los cinco partidos judiciales de la provincia de Zamora en la comunidad autónoma de Castilla y León (España).

## Introducción
La provincia de Zamora cuenta con los siguientes partidos judiciales:
- Partido judicial nº 1, también conocido como de Toro.
- Partido judicial nº 2, también conocido como de Zamora.
- Partido judicial nº 3, también conocido como de Benavente.
- Partido judicial nº 4, también conocido como de Puebla de Sanabria.
- Partido judicial nº 5, también conocido como de Villalpando.

## Municipios
El partido judicial de Zamora incluye los siguientes municipios:
Alcañices, Alfaraz de Sayago, Algodre, Almaraz de Duero, Almeida de Sayago, Andavías, Arcenillas, Argañín, Argujillo, Arquillinos, Aspariegos, Benegiles, Bermillo de Sayago, Bustillo del Oro, Cabañas de Sayago, Carbajales de Alba, Carbellino, Casaseca de Campeán, Casaseca de las Chanas, Cazurra, Cerecinos del Carrizal, Coreses, Corrales del Vino, Cubillos, El Cubo de la Tierra del Vino, Entrala, Faramontanos de Tábara, Fariza, Fermoselle, Ferreras de Abajo, Ferreras de Arriba, Ferreruela, Figueruela de Arriba, Fonfría, Fresno de la Ribera, Fresno de Sayago, Gallegos del Pan, Gallegos del Río, Gamones, Gema, La Hiniesta, Jambrina, Losacino, Losacio, Luelmo, El Maderal, Madridanos, Mahíde, Malva, Manzanal del Barco, Matilla la Seca, Mayalde, Molacillos, Monfarracinos, Montamarta, Moral de Sayago, Moraleja de Sayago, Moraleja del Vino, Morales del Vino, Moralina, Moreruela de los Infanzones, Moreruela de Tábara, Muelas del Pan, Muga de Sayago, Olmillos de Castro, Pajares de la Lampreana, Palacios del Pan, Peleas de Abajo, Peñausende, El Perdigón, Pereruela, Perilla de Castro, Piedrahíta de Castro, El Piñero, Pino del Oro, Pozuelo de Tábara, Rabanales, Rábano de Aliste, Riofrío de Aliste, Roales, Roelos de Sayago, Salce, Samir de los Caños, San Cebrián de Castro, San Miguel de la Ribera, San Pedro de la Nave-Almendra, San Vicente de la Cabeza, San Vitero, Santa Clara de Avedillo, Santa Eufemia del Barco, Sanzoles, Tábara, Torregamones, Torres del Carrizal, Trabazos, Valcabado, Vegalatrave, Venialbo, Videmala, Villadepera, Villalazán, Villalcampo, Villalube, Villanueva de Campeán, Villar del Buey, Villaralbo, Villardiegua de la Ribera, Villaseco del Pan, Viñas y Zamora.

## Juzgados y Tribunales
El partido judicial de Zamora cuenta con los siguientes juzgados y tribunales:
- Audiencia Provincial Civil-Penal.
- Audiencia Provincial Presidente.
- Juzgado de lo Contencioso-Administrativo n.º 1.
- Juzgado de Menores n.º 1.
- Juzgado de lo Penal único.
- Juzgado de Primera Instancia/Instrucción n.º 1.
- Juzgado de Primera Instancia/Instrucción n.º 2.
- Juzgado de Primera Instancia/Instrucción n.º 3.
- Juzgado de Primera Instancia/Instrucción n.º 4.
- Juzgado de Primera Instancia/Instrucción n.º 5.
- Juzgado de Primera Instancia/Instrucción n.º 6.
- Juzgado de lo Social n.º 1.
- Juzgado de lo Social n.º 2.